# میلان استویانوویچ
میلان ستاجونووی (انگلیسی: Milan Stojanović؛ زادهٔ ۲۸ دسامبر ۱۹۱۱) یک بازیکن فوتبال است.